# Batalha de Jankau
A Batalha de Jankau opôs as tropas suecas comandadas por Torstensson, em marcha para a conquista de Praga e as tropas imperiais, saxônicas e bávaras comandadas por Melchior Hatzfeldt. Ela teve lugar em Jankau (Jankovice), na Boêmia Meridional.
O terreno acidentado e coberto de vegetação impediu que se travasse uma batalha regular. Cada uma das três forças fiéis ao imperador viu-se forçada a travar combates isolados e descoordenados, sendo sucessivamente vencidas. Torstensson, assim como na batalha de Wittstock, soube tirar vantagem da superioridade de sua artilharia.
Embora do ponto de vista estratégico ela não tenha tido qualquer efeito imediato, do ponto de vista material e humano foi terrível para os partidários do Imperador. Ali eles perderam metade dos efetivos envolvidos no combate. Entre os 4.000 capturados, contavam-se o próprio marechal Melchior Von Hatzfeldt, cinco generais e oito coronéis. Um marechal, o Conde Johann Von Götz, morreu em ação. A cavalaria bávara, destroçada, faria falta cinco meses depois, na Segunda Batalha de Nördlingen.